# Avelar Brandão Vilela

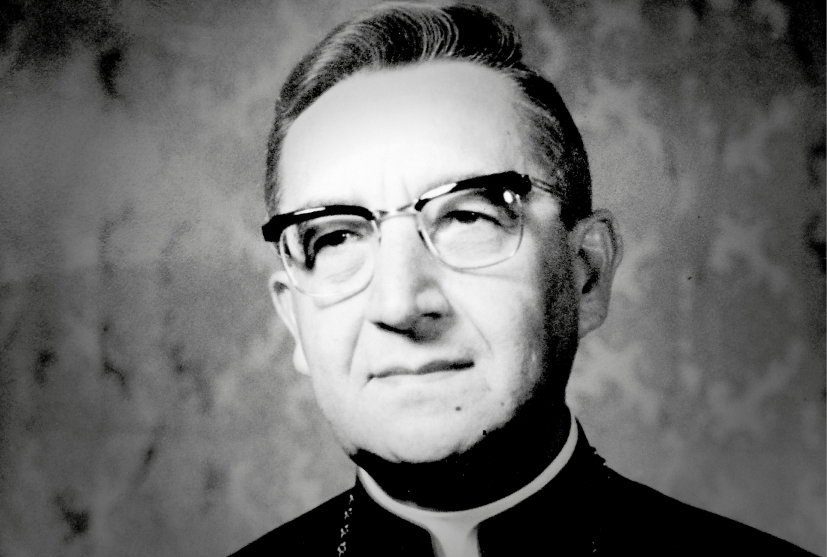
Avelar Brandão Vilela als Erzbischof von Teresina (1968)

Kardinalswappen

Avelar Kardinal Brandão Vilela (* 13. Juni 1912 in Visosa, Brasilien; † 19. Dezember 1986 in Salvador da Bahia) war ein brasilianischer Geistlicher und römisch-katholischer Erzbischof von São Salvador da Bahia.

## Leben
Avelar Brandão Vilela erhielt seine theologische und philosophische Ausbildung in den Priesterseminaren von Maceió und Olinda. Er empfing am 27. Oktober 1935 das Sakrament der Priesterweihe für das Bistum Aracaju und arbeitete anschließend als Dozent und geistlicher Berater in der Priesterausbildung. Darüber hinaus war er als Sekretär und Kaplan der Katholischen Aktion tätig.
Papst Pius XII. ernannte ihn am 13. Juni 1946 zum Bischof von Petrolina. Die Bischofsweihe spendete ihm der Bischof von Aracaju, José Tomas Gomes da Silva, am 27. Oktober desselben Jahres. Mitkonsekratoren waren der Bischof von Pesqueira, Adalberto Accioli Sobral, und der Erzbischof von Belém do Pará, Mário de Miranda Vilas-Boas.
Am 5. November 1955 ernannte ihn Papst Pius XII. zum Erzbischof von Teresina. Avelar Brandão Vilela nahm in den Jahren 1962 bis 1965 an allen vier Sitzungsperioden des Zweiten Vatikanischen Konzils als Konzilsvater teil. Von 1966 bis 1972 war er Präsident des Lateinamerikanischen Bischofsrats (CELAM). Papst Paul VI. übertrug ihm am 25. März 1971 die Leitung des Erzbistums São Salvador da Bahia und nahm ihn am 5. März 1973 als Kardinalpriester mit der Titelkirche Santi Bonifacio ed Alessio in das Kardinalskollegium auf. Am 25. Oktober 1980 wurde dem Bischofssitz von São Salvador da Bahia durch Papst Johannes Paul II. der Rang des „Primas von Brasilien“ beigefügt und Avelar Kardinal Brandão Vilela wurde der erste Träger dieses Titels. Er starb am 19. Dezember 1986 in São Salvador da Bahia und wurde in der Kathedrale von Salvador bestattet.